# (9819) Sangerhausen
(9819) Sangerhausen (2172 T-1) – planetoida z pasa głównego asteroid okrążająca Słońce w ciągu 3,24 lat w średniej odległości 2,19 j.a. Odkryta 25 marca 1971 roku.